# Foetidia
Foetidia là một chi thực vật có hoa trong họ Lecythidaceae.

## Loài
Chi Foetidia gồm các loài:
1. Foetidia africana - Uzaramo District[2] in Tanzania
2. Foetidia asymetrica - Madagascar
3. Foetidia capuronii - Madagascar
4. Foetidia clusioides - Madagascar
5. Foetidia comorensis - Mayotte
6. Foetidia cuneata - Madagascar
7. Foetidia delphinensis - Madagascar
8. Foetidia dracaenoides - Madagascar
9. Foetidia macrocarpa - Madagascar
10. Foetidia mauritiana - Mauritius, Réunion
11. Foetidia obliqua - Pemba I, Madagascar
12. Foetidia parviflora - Madagascar
13. Foetidia pterocarpa - Madagascar
14. Foetidia retusa - Madagascar
15. Foetidia rodriguesiana - Rodrigues
16. Foetidia rubescens - Madagascar
17. Foetidia sambiranensis - Madagascar
18. Foetidia vohemarensis - Madagascar